# Нанива (бронепалубен крайцер, 1885)
Нанива (на японски: 艦歴) е бронепалубен крайцер от II ранг на Императорските ВМС на Япония. Главен кораб на едноименния тип крайцери. Взема участие в Китайско-японската война, Руско-японската война.
Нанива е старото име на префектура Осака в Япония.
Заложен е в Уолкър на стапелите на „Армстронг“ на 27 март 1884 г., спуснат е на вода на 18 март 1885 г., а влиза в строй на 1 декември 1885 г. По този проект са построени 2 кораба: „Нанива“ и „Такачихо“

## Тактико-технически характеристики
Водоизместимост от 3650 t, мощност на тривалната силова установка от 7500 к.с. (6 огнетръбни котела), скорост 18,7 възела. Дължина между перпендикулярите 93,5 m, ширина 14 m, газене 5,65 m. Далечина на плаване 10 000 морски мили (при 10 възела ход), запас въглища 350 t (максимален – 800 t).
Брониране (компаунд): палубаː 51 – 76 mm, щитове оръдияː 38 mm, бойна рубкаː 51 mm.
Въоръжение
- Към 1894 г.: 2 – 259 mm, 6 – 152 mm (остарял тип), 12 – малокалибрени скорострелни оръдия;
- Към началото на 1904 г.: 8 – 152 mm/L40, 2 – 57 mm, 2 картечници, 4 надводни торпедни апарата.

Екипаж: 365 офицера и матроса.

## История на службата

### Японо-китайска война
На 25 юли 1894 г. при Асан „Нанива“ произвежда първия изстрел във войната по китайския крайцер „Цзиюан“ (командир на японския крайцер по това време е капитан 1-ви ранг Хейхатиро Того). Съгласно японската версия, „Цзиюан“ изстрелва по „Нанива“ торпедо, което не детонира. На 25 юли „Нанива“ потопява британския параход „Коушинг“, зафрахтован от китайското правителство за превоз на войски в Корея. На 17 септември 1894 г. крайцерът се отличава в боя в устието на река Ялу.

### Руско-японска война
Към 1903 г. корабът е превъоръжен със скорострелни 152 mm оръдия в палубни щитови установки, барбетите са демонтирани. Към началото на войната въоръжението на крайцера е осем 152 mm и две 57 mm оръдия, 2 картечници и четири 356 mm надводни торпедни апарата.
По време на руско-японската война (командир на крайцера – капитан 1-ви ранг К. Вада) е флагмански кораб на 4-ти боен отряд на 2-ра ескадра (командир на отряда – контраадмирал Сотокити Уриу, командващ ескадрата – вицеадмирал Хиконодзю Камимура). На 9 февруари 1904 г. начело на отряда (усилен с броненосния крайцер „Асама“) води сражението при Чемулпо с „Варяг“ и „Кореец“.
На 13 август 1904 г. крайцерът участва в битката в Корейския пролив с руските крайцери на Владивостокския отряд крайцери (в този бой потъва броненосния крайцер „Рюрик“).
На 27 – 28 май 1905 г. „Нанива“ взема участие в Цушимското сражение.

### Край на службата
От 1907 г. е минен заградител. На 26 юни 1912 г. се разбива на скалите до остров Уруп. На 18 юли 1912 г. спасителните работи са прекратени, след което крайцерът окончателно потъва. На 5 август 1912 г. е изключен от списъците на флота.